# مقاطعة بهار
مقاطعة بهار (بالفارسية: شهرستان بهار) هي مقاطعة تقع في إيران في همدان. يقدر عدد سكانها بـ 121,590 نسمة.